# 降旗憲二郎
降旗 憲二郎（ふりはた のりじろう、1910年12月5日 - 2002年6月2日）は、日本の企業家。三菱銀行元常務。

## 略歴
長野県北安曇郡常盤村（現大町市）生まれ。1928年（昭和3年）旧制松本第二中学（現長野県松本県ヶ丘高等学校）卒業。1934年（昭和9年）慶応義塾大学経済学部卒業。
同年、三菱銀行の前身である千代田銀行入行。三菱銀行代表取締常務、富士紡績監査役を務めた。

## 人物
1950年（昭和25年）の第7回通常国会において、商法改正に関する小委員会の設置に際し、
財界より広く意見を聴取することを目的として以下の参考人メンバーが決定されたが、その中に降旗の名前も挙げられている
。
- 山一証券取締役　阿部康二君
- 日本発送電株式課長　井上安治君
- 川崎重工業取締役　小田茂樹君
- 日本鋼管取締役　伍堂輝雄君
- 持株整理委員会常務委員　青沼亞喜三君
- 日本化学工業協会会長　原安三郎君
- 日本化学工業協会連絡部長　森田喜長君
- 日本郵船常務　山本嵯君
- 千代田銀行調査部第一課長　降旗憲二郎君